# Фианнамайл
Фианнамайл (Фианнамайл уи Дунхадо; гэльск. Fiannamail ui Dunchado; убит в 700) — король гэльского королевства Дал Риада с 697 по 700 год.

## Биография
Фианнамайла называют внуком короля Дунхада I из Кенел Габран. Его братом был Бэк, а близким родственником — Дунхад Бэк. В «Анналах Ульстера» он упоминается в качестве короля Дал Риады. Также сообщается то, что он был убит в 700 году. В «Анналах Тигернаха» Фианнамайл назван только правителем ирландского королевства Дал Арайди. Из средневековых источников известно, что в конце VII века несколько лиц оспаривали друг у друга титул короля Дал Риады: кроме Фианнамайла, это были братья Эйнбкеллах и Селбах из клана Кенел Лоарн. После гибели Фианнамайла Селбаху удалось стать единовластным правителем Дал Риады.
Сыном Фианнамайла был Индрехтах, впоследствии бывший главой Кенел Габран.